# Teinoptera oliva
Teinoptera oliva là một loài bướm đêm thuộc họ Noctuidae. Nó được tìm thấy ở Hy Lạp, Thổ Nhĩ Kỳ, Syria, Armenia và Ngoại Kavkaz.
Con trưởng thành bay từ tháng 5 đến tháng 7.